# North Las Vegas
North Las Vegas – miasto w Stanach Zjednoczonych, w stanie Nevada, na obszarze metropolitarnym Las Vegas; 165 tys. mieszkańców (2005), 2. miasto w kraju (po mieście Gilbert w Arizonie) pod względem przyrostu liczby mieszkańców (prawie 1000 osób na miesiąc); przemysł meblarski, spożywczy, chemiczny, elektroniczny i informatyczny; turystyka; lotnisko.